# Maria Teresa Bellucci
Pour les articles homonymes, voir Bellucci.
Maria Teresa Bellucci, née le 19 juillet 1972 à Rome, est une femme politique italienne, membre de Frères d'Italie, elle est députée depuis 2018. 

## Biographie
En 2018, elle est élue à la Chambre des députés. Depuis le 21 juin 2018, elle est membre de la 12e Commission des affaires sociales et depuis le 5 novembre de la Commission parlementaire pour l'enfance et l'adolescence.
En 2019, elle a dénoncé l'affaire Bibbiano au parlement,.
Le 25 septembre 2022, elle est réélue députée puis nommée le 31 octobre suivant vice-ministre au Travail et aux Politiques sociales dans le gouvernement Meloni.